# Athyreus pyriformis
Athyreus pyriformis är en skalbaggsart som beskrevs av Henry Fuller Howden och Martinez 1978. Athyreus pyriformis ingår i släktet Athyreus och familjen Bolboceratidae. Inga underarter finns listade.